# Rubén Paz
Rubén Walter Paz Márquez, mais conhecido como Rubén Paz (Artigas, 8 de agosto de 1959), é um ex-futebolista uruguaio que atuava como meia. Atualmente é auxiliar técnico do Peñarol.

## Biografia

### Clubes
Foi considerado um dos melhores meias do mundo na década de 1980. Deu seus primeiros passos no Peñarol de Artigas em 1975, indo para o Peñarol de Montevidéo em 1977, onde se profissionalizou. Neste clube conquistou três campeonatos uruguaios em 1978, 1979 e 1981, sendo o artilheiro deste último com 17 gols marcados. Em 1982, transferiu-se para o Internacional e conquistou três títulos consecutivos do Campeonato Gaúcho em 1982, 1983 e 1984, e o Torneio Heleno Nunes em 1984. Em 1987, após uma passagem não muito boa pelo Racing de Paris, transferiu-se para o Racing da Argentina, onde conquistou a primeira Supercopa Libertadores e Supercopa Interamericana em 1988, vencendo o prêmio de melhor jogador das Américas. Após passar por vários clubes, encerrou sua carreira como jogador em 2000, aos 41 anos.
O craque charrua superou a rivalidade sul americana e, sendo uruguaio, consagrou-se no Brasil (pelo Internacional) e na Argentina (pelo Racing).
Um dos seus maiores fãs no futebol é o, também craque, argentino D'Alessandro.

### Seleção Uruguaia
Com a Seleção do Uruguai, foi bicampeão do Campeonato Sul-Americano Sub-20 em 1977 e 1979. Também conquistou o Mundialito em 1980 sendo eleito o melhor jogador da competição. Disputou duas Copas do Mundo em 1986 e 1990. Obteve também o vice-campeonato da Copa América em 1989. Pela Celeste Olímpica, jogou 45 partidas e marcou 12 gols.

## Títulos
Peñarol

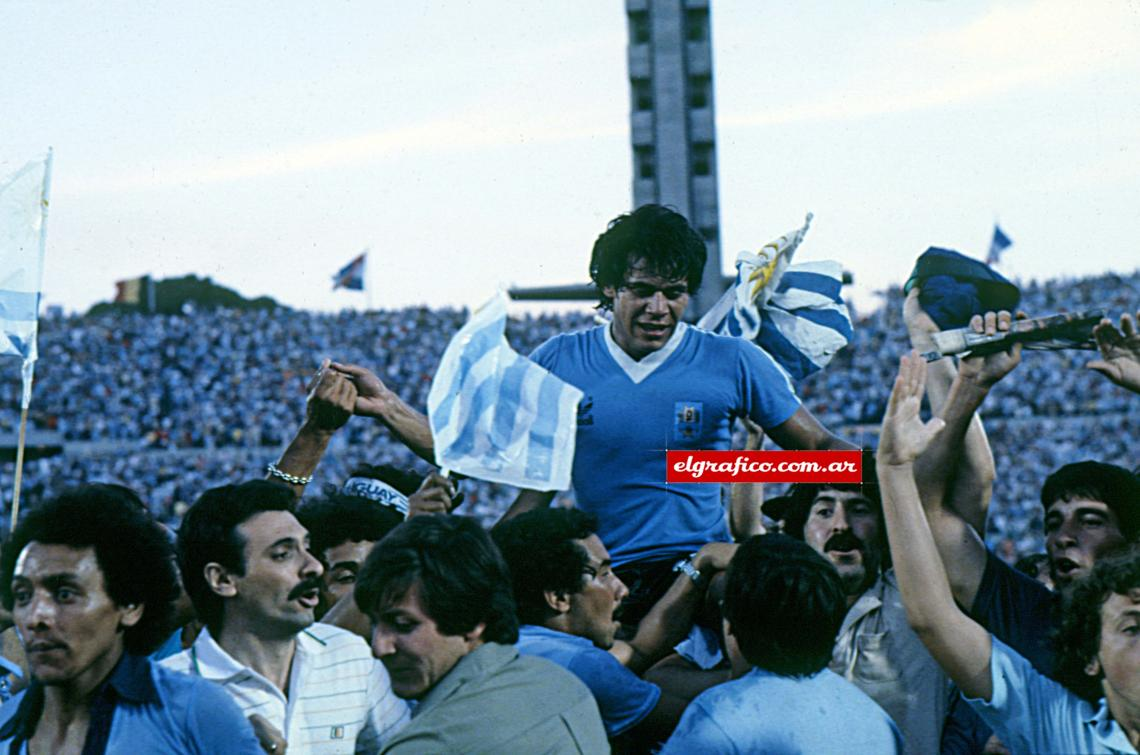
Rubén Paz carregado em triunfo após conquistar o Mundialito com a Seleção do Uruguai

- Campeonato Uruguaio: 1978, 1979 e 1981
- Liga Pré-Libertadores da América: 1977, 1978 e 1980

Internacional
- Torneio Heleno Nunes: 1984
- Campeonato Gaúcho: 1982, 1983 e 1984

Racing
- Supercopa Libertadores: 1988
- Supercopa Interamericana: 1988

Seleção Uruguaia
- Mundialito: 1980
- Campeonato Sul-Americano Sub-20: 1977 e 1979

## Prêmios
- Futebolista Sul-Americano do Ano: 1988
- Jogador do Ano da Argentina: 1988
- Melhor Jogador do Mundialito: 1980
- Bola de Prata da Revista Placar: 1985

## Artilharias
- Campeonato Uruguaio: 1981
- Liga Pré-Libertadores da América: 1980